# Bundesverband Deutscher Schwimmmeister
Der Bundesverband Deutscher Schwimmmeister e. V. ist ein Fach- und Berufsverband der deutschen Schwimmmeister, der Nachwuchskräfte sowie des übrigen Bäderpersonals und hat als Ziel die Förderung und Interessenvertretung des Berufsstandes. Die Mitglieder arbeiten in den Bädern als Rettungsschwimmer, Schwimmmeistergehilfen, Schwimmmeister, Fachangestellte für Bäderbetriebe und Meister für Bäderbetriebe. Der Fach- und Berufsverband fördert und unterstützt auch die Ausbildung der Fachangestellten (Ausbildungszeit drei Jahre) und Meister für Bäderbetriebe.

## Geschichte
Der Bundesverband Deutscher Schwimmmeister e. V. wurde am 6. Dezember 1973 in Wesseling gegründet und hat über 3.800 Mitglieder. Sitz und Bundesgeschäftsstelle befinden sich in Wesseling.

## Aufgaben und Struktur
Aufgaben sind die Zusammenarbeit und Beratung mit den Organisationen des Badewesens, Schwimmsports und Wasserrettung sowie ausländischen Berufsorganisationen und öffentlichen Stellen.
Der Verband veranstaltet sportliche Wettkämpfe für Schwimmmeister und Nachwuchskräfte wie z. B. die „Internationale Deutsche Meisterschaften des BDS e. V.“ und die „Norddeutschen Meisterschaften“.
Landesverbände bestehen in Baden-Württemberg, Bayern, Brandenburg/Berlin, Hessen, Mecklenburg-Vorpommern, Niedersachsen/Bremen, Nordrhein-Westfalen, Rheinland-Pfalz/Saarland, Sachsen, Sachsen-Anhalt, Schleswig-Holstein/Hamburg und Thüringen.
Der BDS gehört dem Bundesverband zur Förderung der Schwimmausbildung (BFS), dem Deutschen Schwimm-Verband (DSV), der Wasserwacht des Bayerischen Roten Kreuzes, der Deutschen Gesellschaft für das Badewesen e. V. (DGfdB), dem Deutschen Jugendherbergswerk (DJH), der Association Internationale des Bains (AIB) und der Internationalen Vereinigung Sport- und Freizeiteinrichtungen e. V. (IAKS) als Mitglied an.

## Leistungen für Mitglieder
Neben der üblichen Beratung veranstaltet der BDS-Kurse über Herz-Lungen-Wiederbelebung, Erste Hilfe, Wasserrettung, Notfallmaßnahmen, Aqua-Fitness, Tauchen und Wasserspringen. Monatlich erscheint die Mitgliederzeitschrift. Durch die Mitgliedschaft im Verband besteht außerdem automatisch eine kostenlose Berufshaftpflichtversicherung, die Personen- und Sachschäden abdeckt.

## Verbandseigene Bundesfachschule
Der Bundesverband Deutscher Schwimmmeister unterhält eine verbandseigene Bundesfachschule (Bundesschwimmmeisterschule), welche nach DIN EN ISO 9001:2008 zertifiziert ist. In der Industriestadt Wesseling, die zwischen Köln und Bonn liegt, unterhält der Bundesverband Deutscher Schwimmmeister in den Räumen der Bundesgeschäftsstelle seine verbandseigene Bundesfachschule. Die Bundesfachschule hat u. a. das Ziel, Bauherren, Bäderplanern, Badbetreibern, Geschäftsführern, Betriebsleitern, verantwortlichem Möglichkeiten und Notwendigkeiten aufzuzeigen, ihre Bäder, ihren Belegungsplan und ihren Veranstaltungskalender möglichst so zu planen, bauen und auszugestalten, dass ein wirtschaftlicher Betrieb des Bades gewährleistet werden kann. Hierzu gehört nicht nur die materielle Ausstattung eines Bades, sondern auch die personelle Besetzung mit geschultem Personal mit leistungsgerechter Besoldung und der Weitblick, den sich ständig veränderten Bädermarkt der Zukunft zu erkennen.